# 薩姆
薩姆（Same）是東帝汶的內陸城市，是馬努法希區的首府，位於首都帝力以南81公里，人口25,000。1999年东帝汶独立公投后，该镇几乎被親印尼民兵彻底摧毁。後來薩姆逐步重建。2006年东帝汶危机期間，薩姆又爆發衝突。